# خوزه کانالخاس
خوزه کانالخاس (انگلیسی: José Canalejas؛ ۳۱ ژوئیهٔ ۱۸۵۴ – ۱۲ نوامبر ۱۹۱۲) یک سیاست‌مدار و وکیل اهل اسپانیا بود.